# Olimpia Barroero
Olimpia Barroero (fl. XX secolo) è stata un'attrice italiana.

## Biografia
Con il regista Mario Corsi, che tentò, negli anni della prima guerra mondiale, un rinnovamento culturale del cinema muto in contrapposizione ai grandi successi popolari del divismo, la Barroero interpretò Il cammino delle stelle (1917-1918), L'amore di Loredana (1920), Il solco e la sementa (1921).
Nonostante una certa grazia e una freschezza lontana dai convenzionalismi dell'epoca, non seppe, in seguito, imporsi all'attenzione del grande pubblico se non con La rosa, diretto da Arnaldo Frateili, tratto da una novella di Luigi Pirandello, sceneggiato con un copione di Stefano Pirandello, il figlio di Luigi, e interpretato anche da Lamberto Picasso e dallo scrittore Bruno Barilli.

## Filmografia
- Te lo dirò domani, regia di Gian Paolo Rosmino (1919)
- Musotte, regia di Mario Corsi (1920)
- L'amore di Loredana, regia di Mario Corsi (1920)
- La scimitarra del Barbarossa, regia di Mario Corsi (1921)
- La rosa, regia di Arnaldo Frateili (1921)
- Il solco e la sementa, regia di Mario Corsi  (1921)
- Sotto la maschera, regia di Mario Corsi (1922)